# وازگن آوانسیان
وازگن آوانسیان (ارمنی: Վազգեն Ավանեսյան‎؛ زاده ۱۹۲۷) ریاضی‌دان ارمنی‌تبار اهل ایران و استاد دانشگاه ملی ایران بود. او برای نگارش کتاب مقدمه بر آنالیز نوین در سال ۱۹۶۳ (۱۳۴۲) برندهٔ جایزه سلطنتی کتاب سال شد.

## زندگی‌نامه
وازگن آوانسیان در ۱۹۲۷ (۱ فروردین ۱۳۰۶) در قزوین به دنیا آمد. تحصیلات خویش را در دبستان شاهپور و دبستان پهلوی قزوین شروع کرد و سپس در کالج آمریکایی‌ها، تهران به پایان رساند و عازم فرانسه گردید و در آن کشور در رشتهٔ ریاضیات مدرک دکتری دولتی از دانشکدهٔ علوم را دریافت کرد. 
از جمله تالیفات وی می‌توان از کتابی تحت عنوان مقدمه بر آنالیز نوین و هشت اثر به زبان فرانسه دربارهٔ توابع سوزهارمونیم و پلوریسوزهارمونیک، تز دکتری دولتی که در مجلهٔ دانشسرای عالی فرانسه به هزینه دولت فرانسه به چاپ رسیده نام برد.
وازگن آوانسیان استاد ریاضیات دانشگاه ملی ایران بود و به مدت سه سال در دانشکدهٔ علوم پاریس تدریس کرد و پس از آن مدتی استاد دانشگاه استراسبورگ در فرانسه بود.
وی در ۱۶ نوامبر ۲۰۰۷ (۲۵ آبان ۱۳۸۶) در حین برگزاری نمایشگاه نقاشی خویش درگذشت.

## جوایز
در سال ۱۹۹۶ وی به خاطر مجموعه پژوهایش موفق به کسب جایزه آنری بکرل شد.